# Army-Navy Game
L' Army-Navy Game est le nom donné à la célèbre rivalité dans le football américain universitaire opposant les Black Knights de l'Académie militaire de West Point (USMA) dans l'État de New York aux Midshipmen de l'Académie navale d'Annapolis (USNA) dans l'État du Maryland.
Les Black Knights (aussi appelés Cadets) et les Midshipmen représentent chacun les plus anciennes sources de commissionnement des officiers de leur service. En tant que tel, les rencontres sont devenue l'incarnation de l'esprit de la rivalité interservices des forces armées des États-Unis.
Le match marque la fin de la saison régulière de football américain universitaire. Il est également le troisième et dernier match comptant pour l'attribution du Commander in Chief's Trophy de la saison, trophée mis en jeu conjointement avec les Falcons de la United States Air Force Academy (USAFA) située à Colorado Springs au Colorado.
L' Army-Navy Game est l'une des rivalités les plus traditionnelles et les plus durables du football américain universitaire. Le président des États-Unis y a souvent assisté.
Le match est télévisé à l'échelle nationale chaque année depuis 1945 sur ABC, CBS ou NBC. CBS diffuse le match depuis 1996 et détient les droits de diffusion jusqu'en 2028. La rediffusion instantanée a fait ses débuts aux États-Unis lors de l'édition 1963. Depuis 2009, le match a lieu le deuxième samedi de décembre et le week-end suivant les finales de conférence de la NCAA Division I FBS.
Le match se joue principalement à Philadelphie car la ville est située à peu près à égale distance des deux académies, mais les rencontres ont également eu (et auront lieu) dans d'autres endroits, notamment dans la région de New York, la région de Baltimore, à Chicago, à Pasadena, en Californie et dans la région de Boston.
La série n'a pas été interrompue depuis 1930. Jusqu'à la rencontre de 2023, la Navy mène la série avec 62 victoires contre 55 pour l'Army et 7 nuls.

## Palmarès
Le classement des équipes dans les tableaux ci-dessous est celui de l'Associated Press avant la saison 2014 et celui du comité du College Football Playoff depuis 2014.
| 62 victoires pour la Navy      | 55 victoires pour l'Army     | 7 nuls                       |
| Plus large victoire            | Navy, 51–0 (1973)            | Navy, 51–0 (1973)            |
| Plus longue série sans défaite | Navy décembre 14 (2002–2015) | Navy décembre 14 (2002–2015) |
| Série en cours sans défaite    | Army, 2 (2022–présent)       | Army, 2 (2022–présent)       |

| N° | Date              | Lieu         | Vainqueur   | Score |
| -- | ----------------- | ------------ | ----------- | ----- |
| 01 | 29 novembre 1890  | West Point   | Navy        | 24-0  |
| 02 | 28 novembre 1891  | Annapolis    | Army        | 32-16 |
| 03 | 26 novembre 1892  | West Point   | Navy        | 12-04 |
| 04 | 2 novembre 1893   | Annapolis    | Navy        | 06-04 |
| 05 | 2 décembre 1899   | Philadelphie | Army        | 17-05 |
| 06 | 1er décembre 1900 | Philadelphie | Navy        | 11-07 |
| 07 | 30 novembre 1901  | Philadelphie | Army        | 11-05 |
| 08 | 29 novembre 1902  | Philadelphie | Army        | 22-08 |
| 09 | 28 novembre 1903  | Philadelphie | Army        | 40-05 |
| 10 | 26 novembre 1904  | Philadelphie | Army        | 11-0  |
| 11 | 2 décembre 1905   | Princeton    | Nul         | 06-06 |
| 12 | 1er décembre 1906 | Philadelphie | Navy        | 10-0  |
| 13 | 30 novembre 1907  | Philadelphie | Navy        | 06-0  |
| 14 | 28 novembre 1908  | Philadelphie | Army        | 06-04 |
| 15 | 26 novembre 1910  | Philadelphie | Navy        | 03-0  |
| 16 | 25 novembre 1911  | Philadelphie | Navy        | 03-0  |
| 17 | 30 novembre 1912  | Philadelphie | Navy        | 06-0  |
| 18 | 29 novembre 1913  | New York     | Army        | 22-09 |
| 19 | 28 novembre 1914  | Philadelphie | Army        | 20-0  |
| 20 | 27 novembre 1915  | New York     | Army        | 14-0  |
| 21 | 25 novembre 1916  | New York     | Army        | 15-07 |
| 22 | 29 novembre 1919  | New York     | Navy        | 06-0  |
| 23 | 27 novembre 1920  | New York     | Navy        | 07-0  |
| 24 | 26 novembre 1921  | New York     | Navy        | 07-0  |
| 25 | 25 novembre 1922  | Philadelphie | Army        | 17-14 |
| 26 | 24 novembre 1923  | New York     | Nul         | 00-0  |
| 27 | 29 novembre 1924  | Baltimore    | Army        | 12-0  |
| 28 | 28 novembre 1925  | New York     | Army        | 10-03 |
| 29 | 27 novembre 1926  | Chicago      | Nul         | 21-21 |
| 30 | 26 novembre 1927  | New York     | Army        | 14-09 |
| 31 | 13 décembre 1930  | New York     | Army        | 06-0  |
| 32 | 12 décembre 1931  | New York     | Army        | 17-07 |
| 33 | 3 décembre 1932   | Philadelphie | Army        | 20-0  |
| 34 | 25 novembre 1933  | Philadelphie | Army        | 12-07 |
| 35 | 1er décembre 1934 | Philadelphie | Navy        | 03-0  |
| 36 | 30 novembre 1935  | Philadelphie | Army        | 28-06 |
| 37 | 28 novembre 1936  | Philadelphie | Navy        | 07-0  |
| 38 | 27 novembre 1937  | Philadelphie | Army        | 06-0  |
| 39 | 26 novembre 1938  | Philadelphie | Army        | 14-07 |
| 40 | 2 décembre 1939   | Philadelphie | Navy        | 10-0  |
| 41 | 30 novembre 1940  | Philadelphie | Navy        | 14-0  |
| 42 | 29 novembre 1941  | Philadelphie | No. 11 Navy | 14-06 |
| 43 | 28 novembre 1942  | Annapolis    | Navy        | 14-0  |
| 44 | 27 novembre 1943  | West Point   | No. 6 Navy  | 13-0  |
| 45 | 2 décembre 1944   | Baltimore    | No. 1 Army  | 23-07 |
| 46 | 1er décembre 1945 | Philadelphie | No. 1 Army  | 32-13 |
| 47 | 30 novembre 1946  | Philadelphie | No. 1 Army  | 21-18 |
| 48 | 29 novembre 1947  | Philadelphie | No. 12 Army | 21-0  |
| 49 | 27 novembre 1948  | Philadelphie | Nul         | 21-21 |
| 50 | 26 novembre 1949  | Philadelphie | No. 4 Army  | 38-0  |
| 51 | 2 décembre 1950   | Philadelphie | Navy        | 14-02 |
| 52 | 1 décembre 1951   | Philadelphie | Navy        | 42-07 |
| 53 | 29 novembre 1952  | Philadelphie | Navy        | 07-0  |
| 54 | 28 novembre 1953  | Philadelphie | No. 18 Army | 20-07 |
| 55 | 27 décembre 1954  | Philadelphie | No. 6 Navy  | 27-20 |
| 56 | 26 décembre 1955  | Philadelphie | Army        | 14-06 |
| 57 | 1er décembre 1956 | Philadelphie | Nul         | 07-07 |
| 58 | 30 décembre 1957  | Philadelphie | No. 8 Navy  | 14-0  |
| 59 | 29 décembre 1958  | Philadelphie | No. 5 Army  | 22-06 |
| 60 | 28 décembre 1959  | Philadelphie | Navy        | 43-12 |
| 61 | 26 décembre 1960  | Philadelphie | No. 7 Navy  | 17-12 |
| 62 | 1er décembre 1961 | Philadelphie | Navy        | 13-07 |
| 63 | 1er décembre 1962 | Philadelphie | Navy        | 34-14 |
| 64 | 7 décembre 1963   | Philadelphie | No. 2 Navy  | 21-15 |
| 65 | 28 novembre 1964  | Philadelphie | Army        | 11-08 |

| N°  | Date              | Lieu            | Vainqueur   | Score    |
| --- | ----------------- | --------------- | ----------- | -------- |
| 66  | 27 novembre 1965  | Philadelphie    | Nul         | 07-07    |
| 67  | 26 novembre 1966  | Philadelphie    | Army        | 20-07    |
| 68  | 2 décembre 1967   | Philadelphie    | Navy        | 19-14    |
| 69  | 30 novembre 1968  | Philadelphie    | Army        | 21-14    |
| 70  | 29 novembre 1969  | Philadelphie    | Army        | 20-0     |
| 71  | 28 novembre 1970  | Philadelphie    | Navy        | 11-07    |
| 72  | 27 novembre 1971  | Philadelphie    | Army        | 24-23    |
| 73  | 2 décembre 1972   | Philadelphie    | Army        | 23-15    |
| 74  | 1er décembre 1973 | Philadelphie    | Navy        | 51-0     |
| 75  | 30 novembre 1974  | Philadelphie    | Navy        | 19-0     |
| 76  | 29 novembre 1975  | Philadelphie    | Navy        | 30-06    |
| 77  | 27 novembre 1976  | Philadelphie    | Navy        | 38-10    |
| 78  | 26 novembre 1977  | Philadelphie    | Army        | 17-14    |
| 79  | 2 décembre 1978   | Philadelphie    | Navy        | 28-0     |
| 80  | 1er décembre 1979 | Philadelphie    | Navy        | 31-07    |
| 81  | 29 novembre 1980  | Philadelphie    | Navy        | 33-06    |
| 82  | 5 décembre 1981   | Philadelphie    | Nul         | 03-03    |
| 83  | 4 décembre 1982   | Philadelphie    | Navy        | 24-07    |
| 84  | 25 novembre 1983  | Pasadena        | Navy        | 42-13    |
| 85  | 1er décembre 1984 | Philadelphie    | Army        | 28-11    |
| 86  | 7 décembre 1985   | Philadelphie    | Navy        | 17-07    |
| 87  | 4 décembre 1986   | Philadelphie    | Army        | 27-07    |
| 88  | 5 décembre 1987   | Philadelphie    | Army        | 17-03    |
| 89  | 3 décembre 1988   | Philadelphie    | Army        | 20-15    |
| 90  | 9 décembre 1989   | East Rutherford | Navy        | 19-17    |
| 91  | 8 décembre 1990   | Philadelphie    | Army        | 30-20    |
| 92  | 7 décembre 1991   | Philadelphie    | Navy        | 24-03    |
| 93  | 5 décembre 1992   | Philadelphie    | Army        | 25-24    |
| 94  | 4 décembre 1993   | East Rutherford | Army        | 16-14    |
| 95  | 3 décembre 1994   | Philadelphie    | Army        | 22-22    |
| 96  | 2 décembre 1995   | Philadelphie    | Army        | 14-13    |
| 97  | 7 décembre 1996   | Philadelphie    | No. 23 Army | 28-24    |
| 98  | 6 décembre 1997   | East Rutherford | Navy        | 39-07    |
| 99  | 5 décembre 1998   | Philadelphie    | Army        | 34-30    |
| 100 | 4 décembre 1999   | Philadelphie    | Navy        | 19-09    |
| 101 | 2 décembre 2000   | Baltimore       | Navy        | 30-28    |
| 102 | 1er décembre 2001 | Philadelphie    | Army        | 26-17    |
| 103 | 7 décembre 2002   | East Rutherford | Navy        | 58-12    |
| 104 | 6 décembre 2003   | Philadelphie    | Navy        | 34-06    |
| 105 | 4 décembre 2004   | Philadelphie    | Navy        | 42-13    |
| 106 | 3 décembre 2005   | Philadelphie    | Navy        | 42-23    |
| 107 | 2 décembre 2006   | Philadelphie    | Navy        | 26-14    |
| 108 | 1er décembre 2007 | Baltimore       | Navy        | 38-03    |
| 109 | 6 décembre 2008   | Philadelphie    | Navy        | 34-0     |
| 110 | 12 décembre 2009  | Philadelphie    | Navy        | 17-03    |
| 111 | 11 décembre 2010  | Philadelphie    | Navy        | 31-17    |
| 112 | 10 décembre 2011  | Landover        | Navy        | 27-21    |
| 113 | 8 décembre 2012   | Philadelphie    | Navy        | 17-13    |
| 114 | 14 décembre 2013  | Philadelphie    | Navy        | 34-07    |
| 115 | 13 décembre 2014  | Baltimore       | Navy        | 17-10    |
| 116 | 12 décembre 2015  | Philadelphie    | No. 21 Navy | 21-17    |
| 117 | 10 décembre 2016  | Baltimore       | Army        | 21-17    |
| 118 | 9 décembre 2017   | Philadelphie    | Army        | 14-13    |
| 119 | 8 décembre 2018   | Philadelphie    | No. 22 Army | 17-10    |
| 120 | 14 décembre 2019  | Philadelphie    | No. 23 Navy | 31-07    |
| 121 | 12 décembre 2020  | West Point      | Army        | 15-0     |
| 122 | 11 décembre 2021  | East Rutherford | Navy        | 17-13    |
| 123 | 10 décembre 2022  | Philadelphie    | Army        | 202PR-17 |
| 124 | 9 décembre 2023   | Foxborough      | Army        | 17-11    |
| 125 | 14 décembre 2024  | Landover        |             |          |
| 126 | 13 décembre 2025  | Baltimore       |             |          |
| 127 | 12 décembre 2026  | East Rutherford |             |          |
| 128 | 11 décembre 2027  | Philadelphie    |             |          |

## Traditions
La rivalité entre Annapolis et West Point, bien qu'amicale, est intense. Les expressions « Beat Navy ! » et « Beat Army ! » sont ancrées dans les institutions respectives et sont devenues un symbole de compétitivité, non seulement dans le match Army-Navy, mais au service du pays. Ces expressions sont souvent utilisées à la fin des lettres (informelles) des diplômés des deux académies.
Une tradition de longue date lors du match Army-Navy consiste à procéder à un « échange de prisonniers » formel dans le cadre des activités d'avant match. Les prisonniers sont les cadets et les aspirants qui étudient au cours du semestre précédent le match dans l'académie sœur. Après l'échange, les étudiants ont un bref répit pour profiter du match avec leurs camarades.
L'hymne national américain est chanté par les membres des chorales de l'USMA et de l'USNA.
À la fin du match, l' hymne des deux alma maters sont interprétés. L'équipe gagnante se tient aux côtés de l'équipe perdante et fait face aux étudiants de l'académie perdante. Ensuite, l'équipe perdante accompagne l'équipe gagnante, face à ses élèves. Cela se fait dans un geste de respect mutuel et de solidarité. Comme l'alma mater de l'équipe gagnante est toujours jouée en dernier, l'expression « sing second (chanter en second) » est devenue synonyme de victoire dans le match de rivalité.

## Stades
Seules sept rencontres ont eu lieu sur le campus de l'une ou l'autre des académies, principalement parce qu'aucune des deux équipes ne dispose d'un stade située sur leur campus suffisamment grand pour accueillir les nombreux spectateurs présents. Les quatre premiers matchs de la rivalité ont été organisés sur les parade Ground des académies respectives. Depuis 1899, les autres éditions sauf trois se sont déroulées sur un site neutre. Deux de ces trois matchs ont eu lieu sur les campus en raison des restrictions de voyage liées à la Seconde Guerre mondiale (1942 à l'ancien Thompson Stadium (en) de la Navy et 1943 au Michie Stadium). Celle de 2020 a également eu lieu au Michie Stadium en raison des restrictions liées au Covid-19 à Philadelphie.
Philadelphie est la ville traditionnelle du match, en raison de la nature historique de la ville et de son emplacement à peu près à mi-chemin entre West Point et Annapolis. Jusqu'à la rencontre de 2023, 90 des 124 matchs de la série s'y sont disputés, y compris tous les matchs de 1932 à 1982, à l'exception des trois matchs qui ont été déplacés en raison des restrictions de voyage liées à la Seconde Guerre mondiale.
Pendant des décennies, la compagnie ferroviaire Pennsylvania Railroad et ses successeurs ont offert leurs services le jour des matchs joués à Philadelphie, en utilisant une gare temporaire tentaculaire construite chaque année près du Municipal Stadium, sur la gare de marchandises de Greenwich. Ce service, avec plus de 40 trains desservant jusqu'à 30 000 participants, était le plus grand mouvement ferroviaire de passagers concentré du pays,.
Tous les matchs disputés à Philadelphie ont eu lieu, jusqu'en 1935 dans le stade de l'université de Pennsylvanie aujourd'hui dénommé Franklin Field, de 1936 à 1979 au Municipal Stadium rebaptisé John F. Kennedy Stadium en 1964, de 1980 à 2001 au Veterans Stadium et depuis 2003, au Lincoln Financial Field.
En dehors de Philadelphie, la région de New York a été le site le plus souvent choisi pour l'Army-Navy Game. Le Polo Grounds, avec 9 matchs, détient le record du plus grand nombre de matchs organisés en dehors de Philadelphie. C'est là que se sont déroulés tous les matchs de New York jusqu'en 1927. Le Yankee Stadium a été le site du match en 1930 et 1931. Six matchs ont été organisés dans l'État du New Jersey : en 1905 à l'Osborne Field (en) de l'université de Princeton, quatre matchs au Giants Stadium de 1989 à 2002 et en 2021 au MetLife Stadium.
Un certain nombre de matchs tout au long de l'histoire de la série ont également été organisés dans l'État du Maryland. À Baltimore, le Municipal Stadium (en) a été le lieu des matchs de 1924 et 1944. Quatre matchs ont été joués au M&T Bank Stadium de Baltimore depuis 2000. En 2011, le match s'est déroulé au FedExField à Landover dans le Maryland.
Le match de 2023 a eu lieu au Gillette Stadium à Foxborough, dans l'État du Massachusetts.
Le Rose Bowl est le seul stade à l'ouest du fleuve Mississippi où un Army-Navy Game a été joué, en 1983. Pasadena, en Californie, où se déroule le Rose Bowl, a payé les frais de déplacement de tous les étudiants et supporters des deux académies, soit un total de 9 437 personnes. Le match a eu lieu dans ce stade car, dans cette région de la côte ouest, il s'y trouve un grand nombre d'installations militaires et de militaires, ainsi que de nombreux militaires à la retraite.
Le match de 1926 a eu lieu dans un stade non situé sur la côte est, soit au Soldier Field de Chicago dans l'État de l'Illinois.
Trois autres rivalités dans le football américain universitaire se jouent sur des terrains neutres :
- La Rivalité Floride-Géorgie (en) ;
- La Red River Rivalry, opposant Texas et Oklahoma ;
- Le Southwest Classic (en) opposant Arkansas et Texas A&M.

Les prochains Army-Navy Game auront lieu, le 14 décembre 2024 au Northwest Stadium de Landover au Maryland, le 13 décembre 2025 au M&T Bank Stadium de Baltimore, le 12 décembre 2026 au MetLife Stadium d'East Rutherford dans le New Jersey et le 11 décembre 2027 au Lincoln Financial Field de Philadelphie.
| Stade                            | Lieu                        | Matchs | Army | Navy | Nuls | Début | Dernier |
| -------------------------------- | --------------------------- | ------ | ---- | ---- | ---- | ----- | ------- |
| John F. Kennedy Stadium (démoli) | Philadelphie, Pennsylvanie  | 41     | 16   | 22   | 3    | 1936  | 1979    |
| Franklin Field                   | Philadelphie, Pennsylvanie  | 18     | 11   | 7    | 0    | 1899  | 1935    |
| Veterans Stadium (démoli)        | Philadelphie, Pennsylvanie  | 17     | 11   | 5    | 1    | 1980  | 2001    |
| Lincoln Financial Field          | Philadelphie, Pennsylvanie  | 14     | 3    | 11   | 0    | 2003  | 2022    |
| Polo Grounds (démoli)            | New York, New York          | 9      | 5    | 3    | 1    | 1913  | 1927    |
| Giants Stadium (démoli)          | East Rutherford, New Jersey | 4      | 1    | 3    | 0    | 1989  | 2002    |
| M&T Bank Stadium                 | Baltimore, Maryland         | 4      | 1    | 3    | 0    | 2000  | 2016    |
| The Plain                        | West Point, New Jersey      | 2      | 0    | 2    | 0    | 1890  | 1892    |
| Worden Field                     | Annapolis, Maryland         | 2      | 1    | 1    | 0    | 1891  | 1893    |
| Municipal Stadium (en) (démoli)  | Philadelphie, Pennsylvanie  | 2      | 2    | 0    | 0    | 1924  | 1944    |
| Yankee Stadium (démoli)          | New York, New York          | 2      | 2    | 0    | 0    | 1930  | 1931    |
| Michie Stadium                   | West Point, New Jersey      | 2      | 1    | 1    | 0    | 1943  | 2020    |
| Osborne Field (démoli)           | Princeton, New Jersey       | 1      | 0    | 0    | 1    | 1905  | 1905    |
| Soldier Field                    | Chicago, Illinois           | 1      | 0    | 0    | 1    | 1926  | 1926    |
| Thompson Stadium (démoli)        | Annapolis, Maryland         | 1      | 0    | 1    | 0    | 1942  | 1942    |
| Rose Bowl                        | Pasadena, Californie        | 1      | 0    | 1    | 0    | 1983  | 1983    |
| Northwest Stadium                | Landover, Maryland          | 1      | 0    | 1    | 0    | 2011  | 2011    |
| MetLife Stadium                  | East Rutherford, New Jersey | 1      | 0    | 1    | 0    | 2021  | 2021    |
| Gillette Stadium                 | Foxborough, Massachusetts   | 1      | 1    | 0    | 0    | 2023  | 2023    |

## Galerie

Logo de l'Army
Logo de la Navy
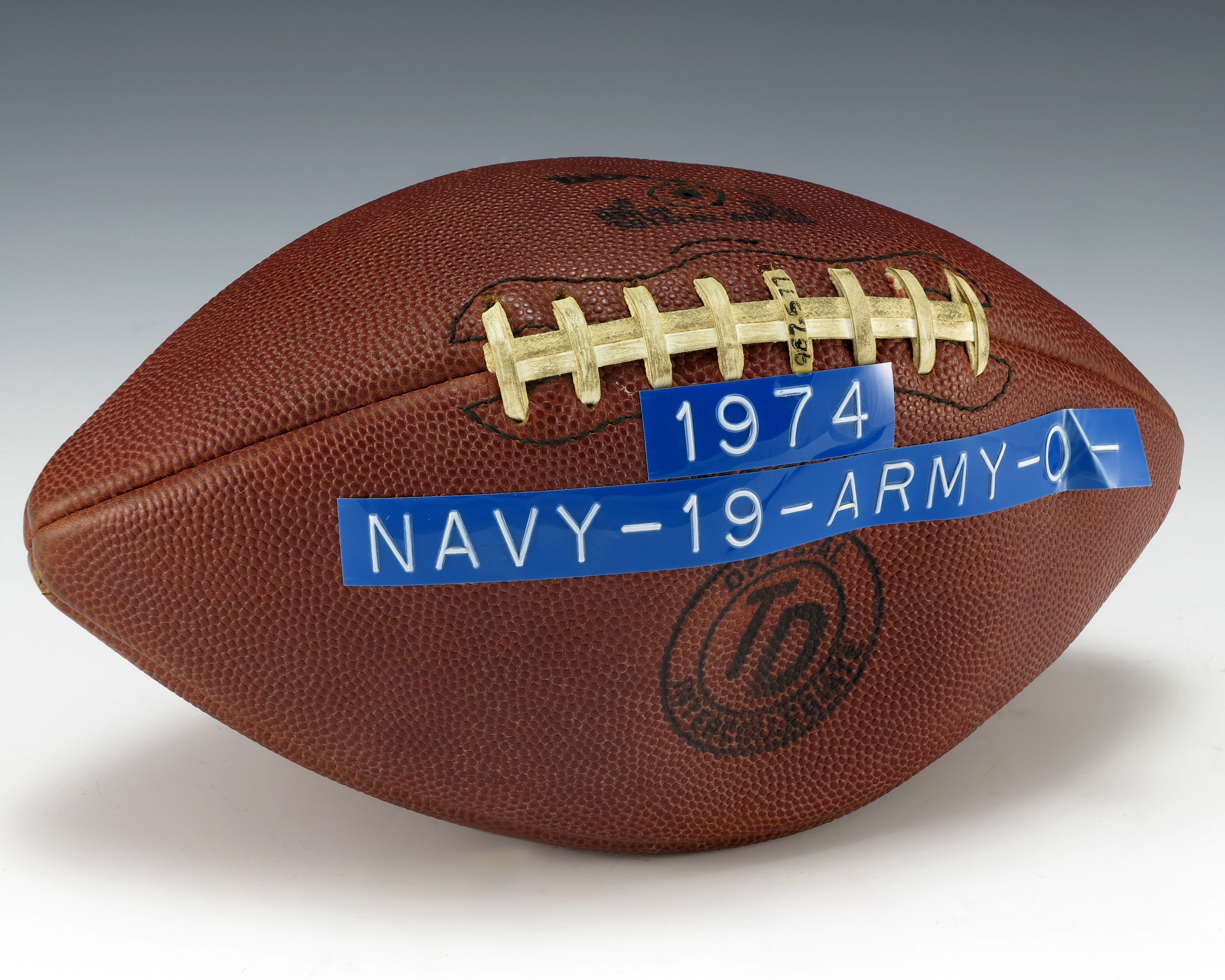
Un ballon avec le résultat du match de 1974 indiquant le score (Navy 19, Army 0)
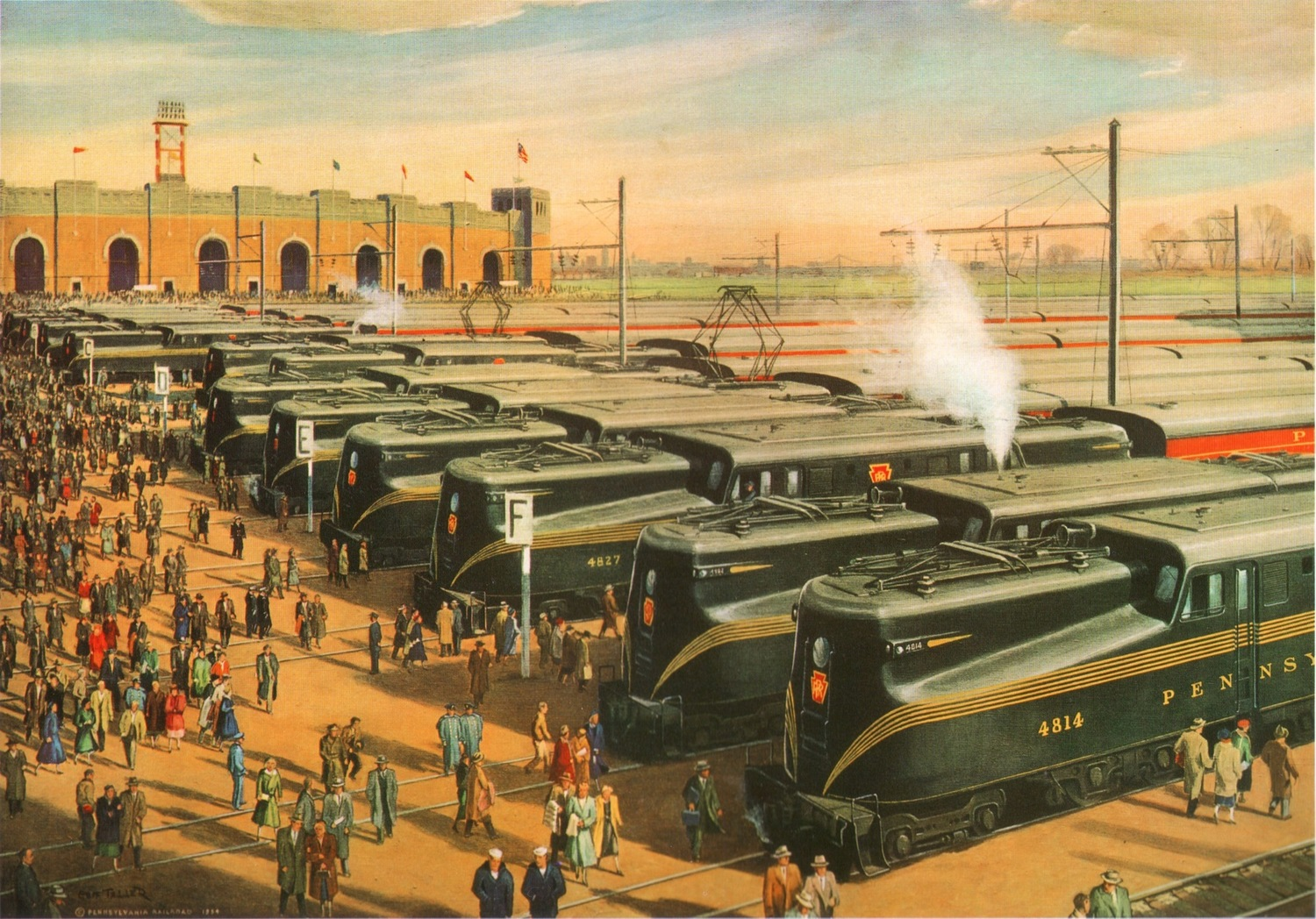
Affiche de la Pennsylvania Railroad montrant les trains alignés dans une gare temporaire à l'extérieur du Municipal Stadium après le match de 1955
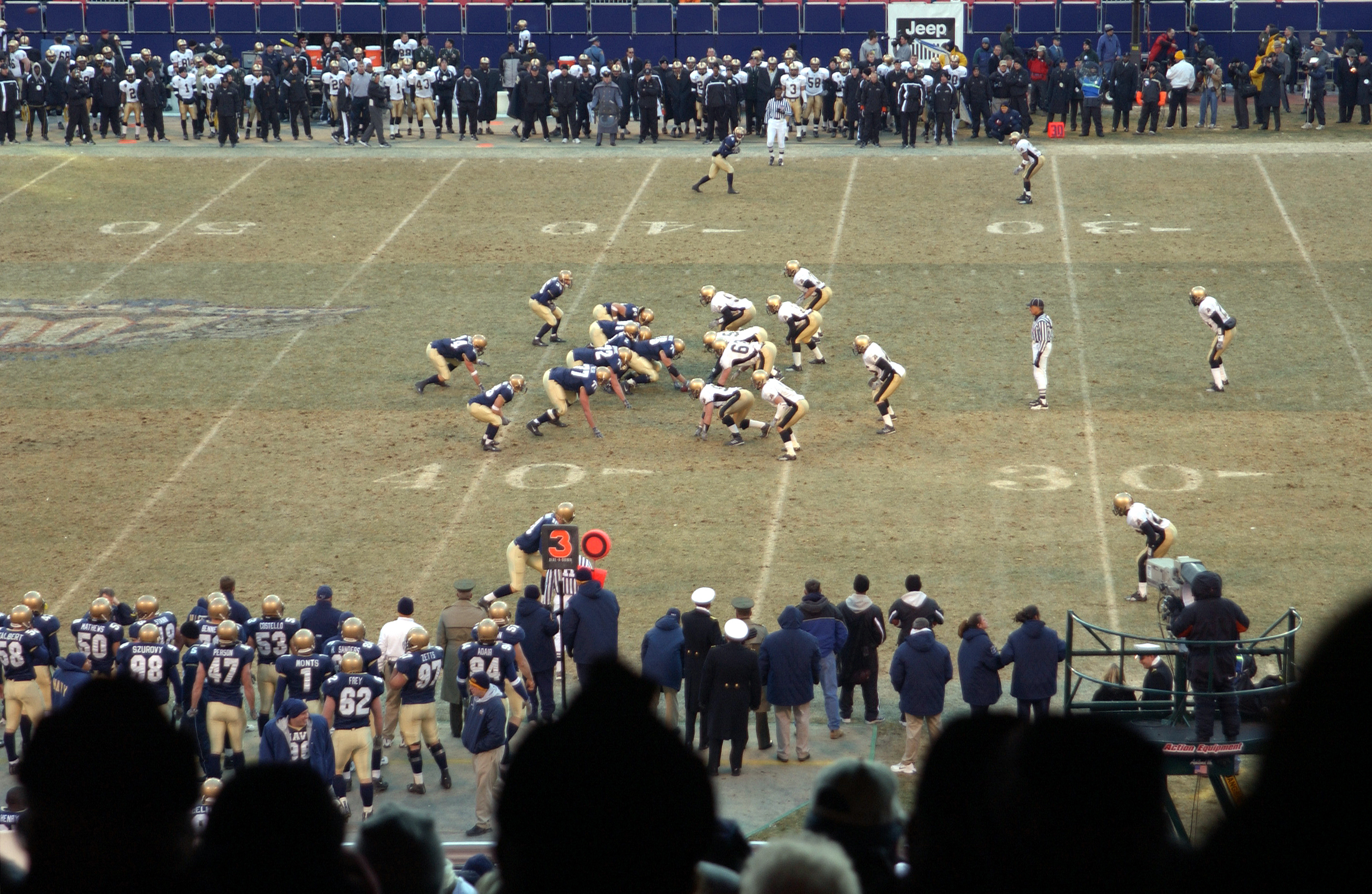
L'édition de 2002 au Giants Stadium (Navy en noir et Army en blanc
Encouragement des pom-pom girls de l'Army au Pentagone avant l'édition de 2013
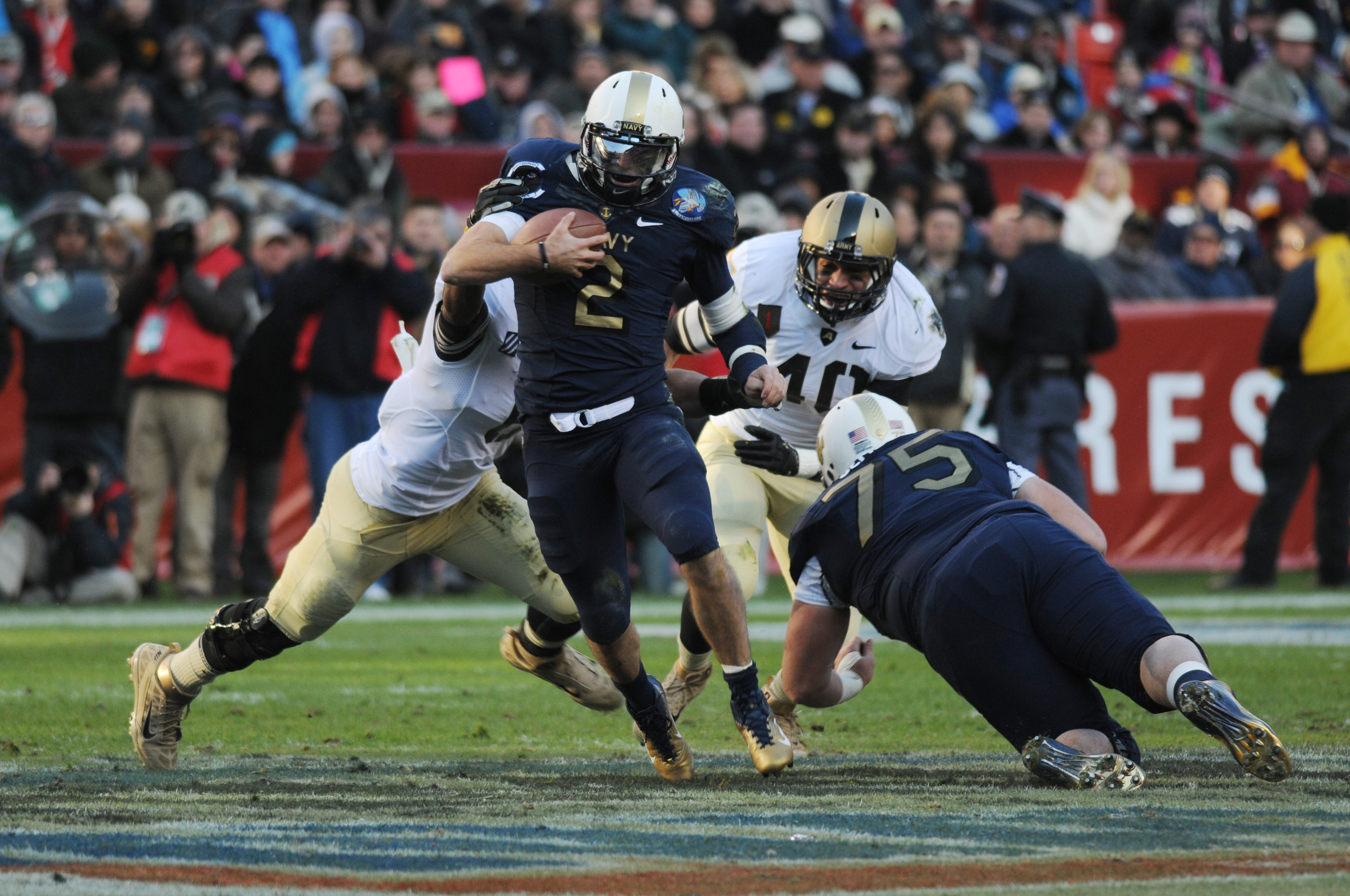
10e victoire consécutive de la Navy Navy à l'occasion de la 112e édition en 2011
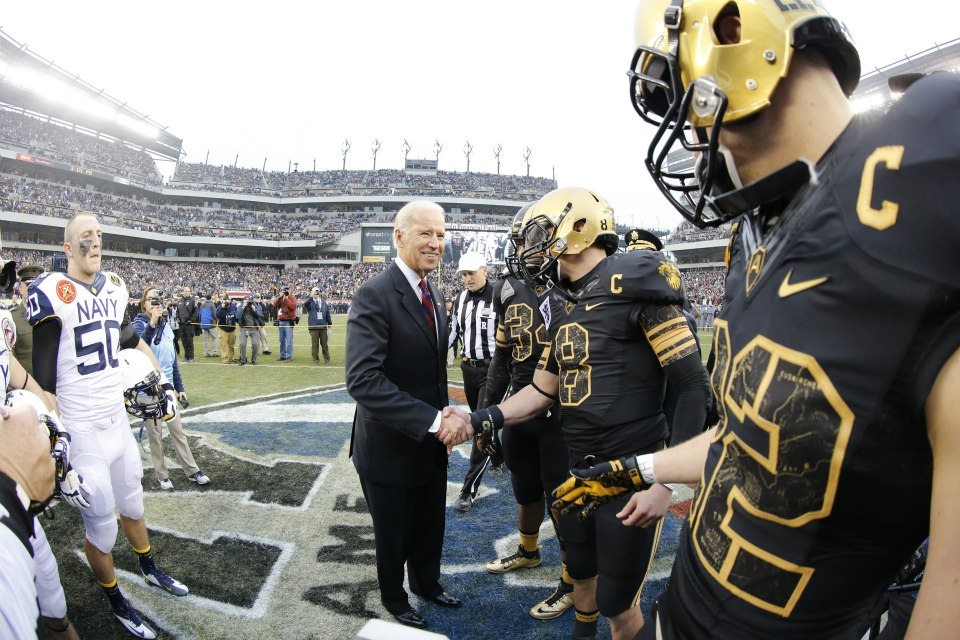
Le vice-président de l'époque, Joe Biden au coin toss avant la 113e édition en 2012

## Articles annexes
- Liste des matchs de rivalité en football américain universitaire de la NCAA